# Kevin Nichols
Kevin John Nichols, OAM (nascido em 4 de julho de 1955) é um ex-ciclista australiano, especialista em provas de perseguição do ciclismo de pista.
Nos Jogos Olímpicos de Verão de 1984, em Los Angeles, ele foi o vencedor e recebeu a medalha de ouro na prova de perseguição por equipes. Anteriormente, Nichols havia participado de duas edições dos Jogos Olímpicos, em Montreal 1976 e em Moscou 1980.